# الأوحد أيوب
الملك الأوحد نجم الدين أيوب بن العادل أبو بكر بن نجم الدين أيوب (توفي 1210) هو ثالث أمراء الأيوبيين لإمارة ديار بكر، التي كانت مركزها ميافارقين، بين عامي 1200 و 1210 ميلادي. وكان رابع الأبناء البكر للسلطان العادل سيف الدين أحمد حاكم مصر (حكم 1200–1218).

## أمير ميافارقين
بعد الإطاحة بـ الأفضل بن صلاح الدين من دمشق، قسّم العادل سيف الدين أحمد جزءًا كبيرًا من الإمبراطورية الأيوبية التي أعيد توحيدها بين أبنائه. وتم تخصيص أملاك الإمبراطورية الشمالية، التي كانت مركزها ميافارقين، للأوحد. وعقد الأفضل والعادل لاحقًا اتفاقًا ينص على نقل الأوحد السيطرة على ميافارقين إلى الأفضل. ومع ذلك، رفض الأوحد التخلي عن جزء من إمارته ورفض العادل التدخل. من المرجح أن العادل نفسه أمر الأوحد برفض النقل بسبب الأهمية الاستراتيجية لميافارقين كقلعة في منطقة حدودية. ونتيجة لذلك، انضم الأفضل إلى شقيقه الظاهر غازي حاكم حلب الذي نازع حكم العادل. في محاولة لكسب دعم عز الدين أسامة، الأمير الأيوبي لـ عجلون، انعكس أسلوب الأخوين عندما أخبر عز الدين العادل بمؤامرتهم. تلا ذلك نضال مسلح قصير الأمد بين الفصيلين الأيوبيين في سوريا.

## فتح أرمينيا
كان الأوحد محور جهود العادل لغزو أراضي أرمينيا والجزيرة الفراتية. انضم الأوحد إلى جيش أيوبي تحت قيادة شقيقه الأشرف موسى حاكم حران لإنقاذ الأمير الزنكي لـ سنجار، قطب الدين محمد، من هجوم من قبل ابن عمه نور الدين أرسلان شاه بن مسعود حاكم الموصل، الأمير الزنكي الرئيسي. في أبريل 1204، هزم التحالف الأيوبي بسرعة قوات نور الدين في نصيبين، مطاردينهم إلى الموصل حيث هاجموا عدة قرى محيطة. وبحلول سبتمبر، كان الأيوبيون قد أقاموا سلامًا مع نور الدين.
في عام 1207، في محاولة للسيطرة على الطريق الرئيسي بين ديار بكر وشرق الأناضول، شن الأوحد هجومًا على المدينة الأرمينية أخلاط التي كانت تحت سيطرة بلبان. تمكن من الاستيلاء على عدد من القلاع الصغيرة، وهي موش والقرى المحيطة بها، خلال حملته، لكنه فشل في النهاية في غزو أخلاط. في عام 1208، أرسل العادل تعزيزات للأوحد لمحاولة ثانية للاستيلاء على المدينة. هزم الأوحد بلبان بالقرب من أخلاط واستولى على الأراضي المحيطة بها. بعد التراجع إلى قلعة المدينة، كان بلبان يستعد لأخلاط للهجوم الأيوبي الوشيك. ثم شكل تحالفًا مع طغرل شاه، الأمير السلجوقي لـ أرضروم. وهزموا معًا جيش الأوحد، لكن طغرل انقلب قريبًا على بلبان واغتاله. بعد ذلك حاول طغرل دخول أخلاط، لكن السكان رفضوه والذين أرسلوا الآن مبعوثين يدعون الأوحد للسيطرة على المدينة. دون مواجهة أي مقاومة، استولى الأوحد على أخلاط في وقت لاحق من ذلك العام. بعد ذلك، تقدم جيشه لغزو القلاع الاستراتيجية لـ ملاذكرد، وأرجيش، ووان، وكلها تقع شمال بحيرة وان في الأراضي الأرمينية.

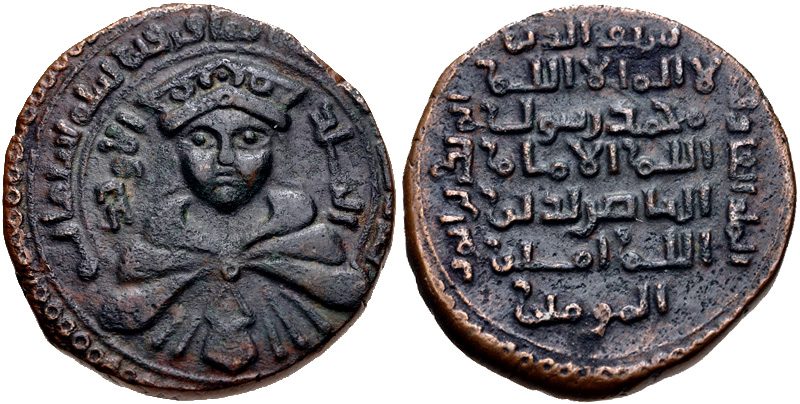
عملة الملك الأوحد نجم الدين أيوب. 596-607 هـ 1200–1210 م. سكة ميافارقين. مؤرخة 600 هـ (1194–5 م)

قبل أن يتم ترسيخ السيطرة الأيوبية، واجه الأوحد تمردات في أرجيش ووان. بينما كان يحاول سحق تلك التمردات، انضمت أخلاط إلى التمرد في وقت لاحق من عام 1208. بناءً على أوامر العاضد، قاد الأشرف جيشًا قوامه نحو 1000 جندي لدعم الأوحد، وتمكن الأيوبيون من قمع التمرد في أخلاط، مما أدى إلى خسائر بشرية فادحة. بحلول عام 1209، бросиت المسيحية مملكة جورجيا تحدي الحكم الأيوبي في شرق الأناضول. ردًا على ذلك، حشد العادل جيشًا وقاده شخصيًا ضم أمراء حمص، وحماة، وبعلبك، وكذلك وحدات من الإمارات الأيوبية الأخرى لدعم الأوحد والأشرف. انسحب الجورج من المنطقة عندما اقترب الأيوبيون من أخلاط. بينما كان الجورج يعودون إلى مملكتهم، أسر الأوحد قائدهم إيفانة مكارغردزلي على أطراف أخلاط. باستخدام إيفانة كورقة مساومة، وافق الأوحد على إطلاق سراحه مقابل 30 عامًا من السلام مع جورجيا، مما أنهى التهديد الجورجي المباشر للأيوبيين.
منذ عام 1207 فصاعدًا، أطلق حكام الأيوبيين في خلاط على أنفسهم اسم أرمشاه أو شاه أرمين، أي "ملك أرمينيا".

## الفهرس
- Humphreys، Stephen (1977). From Saladin to the Mongols: The Ayyubids of Damascus, 1193-1260. SUNY Press. ISBN:978-0-87395-263-7. مؤرشف من الأصل في 2025-02-22.
- ابن الأثير (2007). D.S. Richards (المحرر). The Chronicle of Ibn al-Athir for the Crusading Period from al-Kamil fi'l-ta'rikh, Part 2. Great Britain: Ashgate Publishing Ltd. ISBN:978-0-7546-4078-3.